# ارتوپلکس
| A 2-dimensional cross-polytope | A 3-dimensional cross-polytope |
| ۲ بعد مربع                     | ۳ بعد هشت‌وجهی                  |
| A 4-dimensional cross-polytope | A 5-dimensional cross-polytope |
| ۴ بعد شانزده‌خانه               | ۵ بعد ۵-ارتوپلکس               |

ارتوپلکس یا میان-چندبر(انگلیسی: Cross-polytope، انگلیسی: hyperoctahedron، یا انگلیسی: orthoplex) عنوان است که در هندسه به چندبر منتظم محدبی گفته می‌شود که در یک بعد معین وجود دارد. یک ۲-ارتوپلکس همان مربع، یک ۳-ارتوپلکس همان هشت‌وجهی، و یک ۴-ارتوپلکس همان ۱۶-خانه است. هر وجه یک ارتوپلکس در بعد n، یک سیمپلکس از بعد n-1 است و شکل گوشه‌های آن یک ارتوپلکس از بعد n-1.
ارتوپلکس چندبر مزدوج ابرمکعب است.